# Möndcheneule

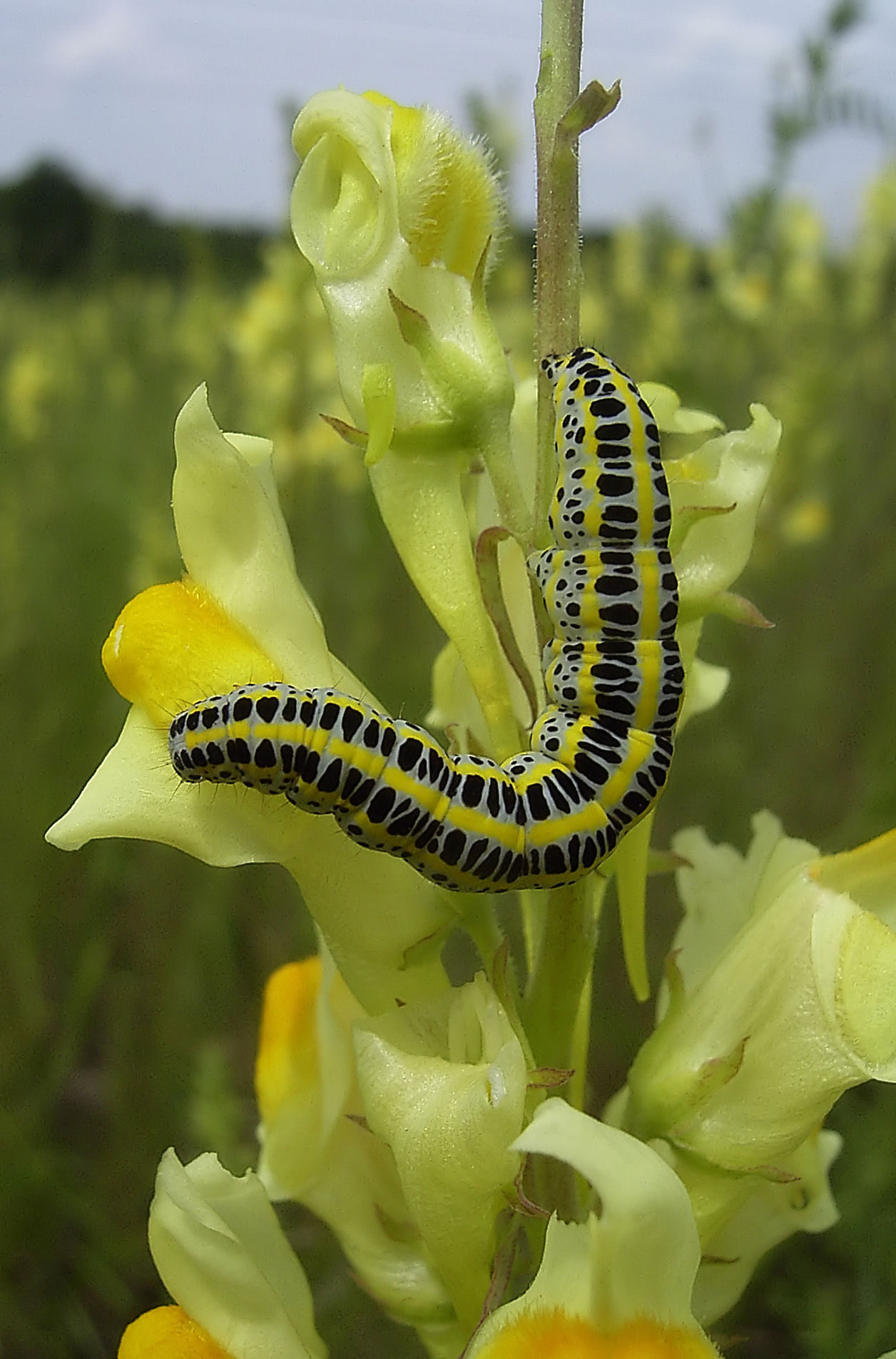
Raupe der Möndcheneule

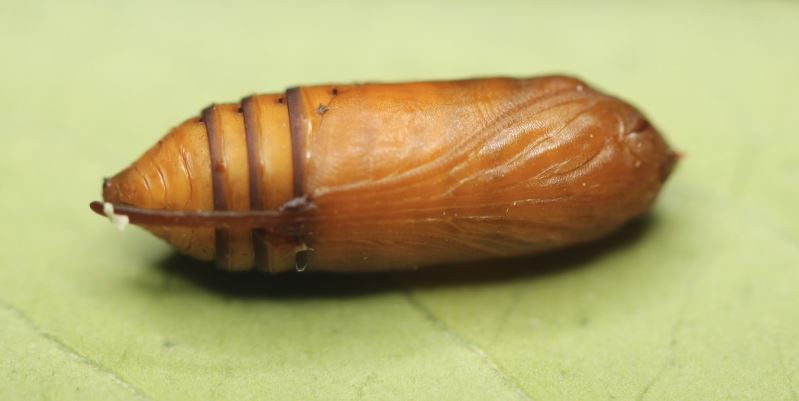
Puppe

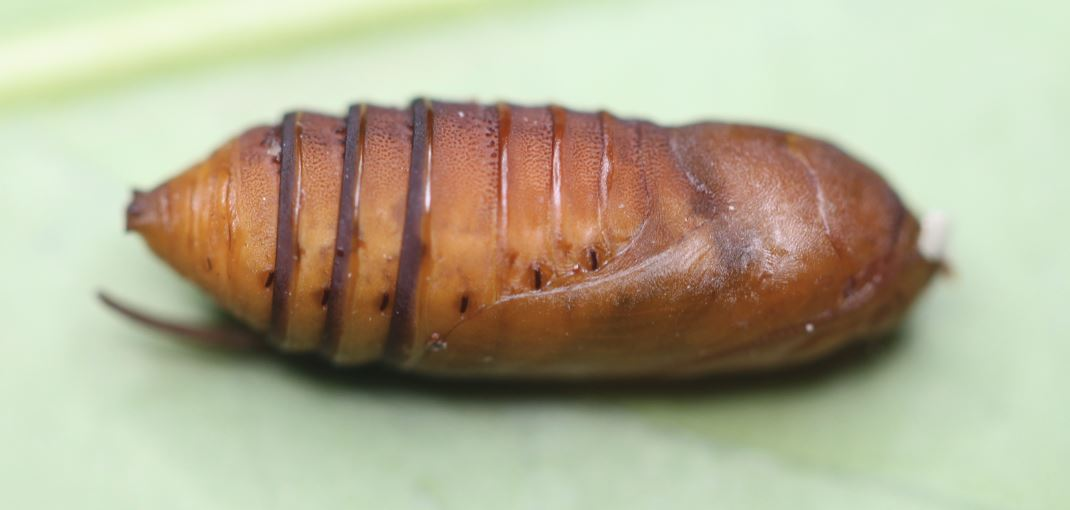
Puppe, andere Perspektive

Die Möndcheneule (Calophasia lunula), auch Hellgraue Leinkraut-Kappeneule genannt, ist ein Schmetterling (Nachtfalter) aus der Familie der Eulenfalter (Noctuidae).

## Merkmale

### Falter
Mit einer Flügelspannweite von 26 bis 32 Millimetern zählen die Falter zu den kleineren Eulenfalterarten. Die Vorderflügel sind graubraun gefärbt und zeigen streifenförmige, weißgraue Einmischungen. Namensgebend sind die auffällig hervortretenden, halbmondförmigen, weißen Nierenmakel. Die Ringmakel sind punktförmig und schwarz umrandet. Das Mittelfeld, welches von hellen Querlinien eingefasst wird, ist schmal und verdunkelt. Am Außenrand sind die Fransen abwechselnd braun und weiß gefärbt. Die Hinterflügel sind zeichnungslos dunkel graubraun gefärbt, im Wurzelbereich etwas aufgehellt und zeigen weiße Fransen. Charakteristisch sind kapuzenartige Haarbüschel an Kopf und Thorax.

### Ei
Das gelbliche Ei ist konisch mit einer abgestumpften Spitze. Die Oberfläche ist mit kräftigen Längsrippen besetzt.

### Raupe
Ausgewachsene Raupen haben eine weißliche bzw. gelbe Grundfärbung, von der sich zwei aus großen schwarzen Flecken gebildete Nebenrückenlinien abheben. Die Flanken sind mit einer Vielzahl unregelmäßig angeordneter, kleiner schwarzer Punkte versehen.

### Puppe
Die etwa 14 mm lange Puppe ist rotbraun gefärbt mit dunkleren Segmentringen. Jeweils seitlich befindet sich eine Reihe dunklerer Punkte, jeweils ein Punkt pro Segment. Die Puppe ist relativ gedrungen mit kurzem kegelförmigen Hinterleib (Abdomen). Der stumpfe Kremaster trägt vier kurze Borsten. Die Rüsselscheide ist außerordentlich lang und erreicht das Hinterleibsende oder überragt dieses sogar geringfügig.

### Ähnliche Arten
- Die Falter von Calophasia hamiferaii haben ein generell dunkleres und kontrastärmeres Erscheinungsbild.

## Geographische Verbreitung und Lebensraum
Das Vorkommen der Art erstreckt sich durch ganz Mittel- und Südeuropa bis nach Russland sowie Zentral- und Ostasien. Sie fehlt jedoch in Japan. Zur Bekämpfung von Leinkraut (Linaria) wurde die Möndcheneule 1965 in Nordamerika eingeführt und kommt deshalb auch in Teilen Kanadas und der USA vor. In den Alpen ist sie in Höhen bis zu 2000 Metern anzutreffen. Die Art bewohnt bevorzugt warme Hänge, Steppenheiden und Ödländereien.

## Lebensweise
Die Möndcheneule bildet je nach Region zwei oder drei sich überschneidende Generationen; in Skandinavien ist es nur eine Generation, in Südeuropa sind es bis zu drei Generationen. Die Falter fliegen entsprechend von April bis September. Sie sind überwiegend dämmerungsaktiv, besuchen aber auch am Tage Blüten, beispielsweise diejenigen von Taubenkropf-Leimkraut (Silene vulgaris). Nur gelegentlich erscheinen sie nachts an künstlichen Lichtquellen oder angelegten Ködern. Die bis zu 400 Eier werden einzeln oder in kleinen Gruppen an die Unterseite der Blätter oder an den Stängeln der Nahrungspflanzen der Raupen gelegt. Dies sind verschiedene Leinkrautarten (Linaria spp.). Die Raupen aller Stadien ernähren sich von den Blättern, Blüten und feineren Stängeln. Die Verpuppung erfolgt in einem zähen, seidenen Kokon, in den organisches Material mit einbezogen wird, am Boden oder in der Bodenstreu. Die Art überwintert als Puppe, ein Teil der Population könnte auch als Raupe überwintern.
Unter günstigen Zuchtbedingungen (21 °C und 16 Stunden Tageslicht) braucht die Möndcheneule 55 bis 56 Tage Entwicklungszeit von der Ablage des Eis bis zum Schlüpfen des Falters. Die Entwicklungszeit ist jedoch stark abhängig von der Temperatur. So dauert die Entwicklung bei 30 °C nur noch etwa 25 Tage. Die untere Grenze, bei der sich die Art noch entwickelt, liegt bei etwa 13,5 °C.

## Gefährdung
In Deutschland kommt die Möndcheneule überwiegend in den südlichen und  mittleren Bundesländern vor. Sie wird auf der Roten Liste gefährdeter Arten als nicht gefährdet geführt.